# ラフ・ファン・デン・ベルフ
ラフ・ファン・デン・ベルフ（Rav van den Berg, 2004年7月7日 - ）は、オランダ・ズヴォレ出身のサッカー選手。ブンデスリーガ・1.FCケルン所属。ポジションはディフェンダー。
兄は同じくサッカー選手のセップ・ファン・デン・ベルフ。

## クラブ経歴
PECズヴォレの下部組織でキャリアをスタート。2021年5月1日のSBVフィテッセ戦で先発出場し、トップチームデビューを果たした。
2023年7月6日、イングランドのミドルズブラFCと4年契約を結んだ。8月8日のEFLカップ・ハダースフィールド・タウン戦で移籍後初出場。11月28日のプレストン・ノースエンド戦で移籍後初得点を記録した。
2025年8月13日、ドイツの1.FCケルンに完全移籍し5年契約を結んだ。
BBCスポーツによれば移籍金は1300万ユーロと推定されている。

## 代表経歴
2019年から世代別のオランダ代表に招集されている。

## 個人成績
| クラブ       | シーズン | リーグ                 | リーグ戦 | リーグ戦 | カップ戦 | カップ戦 | リーグカップ | リーグカップ | その他 | その他 | 合計 | 合計 |
| クラブ       | シーズン | リーグ                 | 出場     | 得点     | 出場     | 得点     | 出場         | 得点         | 出場   | 得点   | 出場 | 得点 |
| ------------ | -------- | ---------------------- | -------- | -------- | -------- | -------- | ------------ | ------------ | ------ | ------ | ---- | ---- |
| PECズヴォレ  | 2020-21  | エールディヴィジ       | 1        | 0        | 0        | 0        | -            | -            | -      | -      | 1    | 0    |
| PECズヴォレ  | 2021-22  | エールディヴィジ       | 10       | 0        | 2        | 1        | -            | -            | -      | -      | 12   | 1    |
| PECズヴォレ  | 2022-23  | エールステ・ディヴィジ | 17       | 0        | 2        | 0        | -            | -            | -      | -      | 19   | 0    |
| PECズヴォレ  | 通算     | 通算                   | 28       | 0        | 4        | 1        | -            | -            | -      | -      | 32   | 1    |
| ミドルズブラ | 2023-24  | EFLチャンピオンシップ  | 34       | 1        | 1        | 0        | 4            | 0            | -      | -      | 39   | 1    |
| 総通算       | 総通算   | 総通算                 | 62       | 1        | 5        | 1        | 4            | 0            | -      | -      | 71   | 2    |